# چنگراوی‌فالو
چِنگِراوی‌فالو (به مجاری:  Csengerújfalu) یک منطقهٔ مسکونی در مجارستان است که در سابولچ-ساتمار-برگ واقع شده‌است. چنگراوی‌فالو ۲۵٫۶۱ کیلومتر مربع مساحت و ۷۷۷ نفر جمعیت دارد.